# Steve Bisley
Steve Bisley (Lake Munmorah, 26 dicembre 1951) è un attore australiano.

## Biografia
Attratto fin da giovanissimo dalla recitazione, studia presso il National Institute of Dramatic Art (NIDA), istituto australiano di arte drammatica, dove conosce Mel Gibson, che diverrà suo amico nella vita e compagno di recitazione. Dotato di un fisico imponente, esordisce in alcune serie televisive che si occupano di temi polizieschi, come Water Rats, Polizia squadra soccorso e Halifax, dove ottiene un buon successo di pubblico. In seguito partecipa alla serie televisiva Dottori con le ali, dove interpreta un medico ospedaliero, ruolo che ricopre anche in un'altra serie chiamata G.P.. Essendo però un attore versatile, passa pure alla serie comica australiana Frontline.
Il successo però arriva quando vince un concorso con Mel Gibson per il film australiano Summer City - Un'estate di fuoco, guadagnandosi la popolarità anche all'estero, grazie anche al successivo film Interceptor, in cui interpreta il poliziotto Jim Goose, miglior amico del poliziotto Mad Max, interpretato dallo stesso Mel Gibson.
Restando in Australia, recita prima a Teatro nel ruolo di Banjo Peterson nell'opera teatrale The Man from Snowy River e poi conduce nel 2003 documentari della National Geographic Channel, per poi ritornare a recitare nelle serie televisive australiane come Sea Patrol e Stingers.

## Filmografia parziale

### Cinema
- Interceptor (Mad Max), regia di George Miller (1979)
- Detector (The Chain Reaction), regia di Ian Barry (1980)
- Il grande Gatsby (The Great Gatsby), regia di Baz Luhrmann (2013)

### Televisione
- Re di cuori (Doctor Doctor) - serie TV, 21 episodi (2016-2018)